# サマンサ・ロンソン
サマンサ・ロンソン（Samantha Ronson、1977年8月7日 - ）は、イギリス出身で現在アメリカ合衆国カリフォルニア州ロサンゼルス在住の女性DJ、シンガーソングライター。
2000年頃から活動を始め、2004年にCDデビュー。身長165cm。

## 生い立ち
サマンサはロンドンで作家で名士の母アン・デクスター・ジョーンズと不動産企業家の父ローレンス・ロンソンの娘として裕福な家庭に生まれた。祖先はロシア、リトアニア、オーストリアからのアシュケナージ系のユダヤ人。兄に音楽プロデューサーのマーク・ロンソン、双子の姉にファッションデザイナーのシャーロット・ロンソンがいる。サマンサは保守派ユダヤ教の教育で育った。元イギリス外務大臣のマルコム・リフキンドと元内務大臣のレオン・ブリタンと親戚である。
両親は離婚。母親は離婚後、バンド、フォリナーのミック・ジョーンズと再婚した。
サマンサは16歳のときに「Low Lifes」というラップ・バンドを組んでいた。

## キャリア
サマンサは2001年の大晦日にタイムズスクエアのスタジオで回した。2002年にダンカン・シークがサマンサとアルバムを共同制作していると発表した。2004年にサマンサは彼のツアーに同行した。サマンサはRoc-A-Fella Recordsと契約した。

## 法的措置
2007年5月26日に当時の恋人であったリンジー・ローハンがビバリーヒルズでメルセデスベンツを衝突させた。飲酒して運転していたことが分かった上に、車の中から少量のコカインが発見されたと警察が発表した。これを有名なゴシップブロガー、ペレス・ヒルトンは自身のブログで取り上げ、リンジーを非難した。サマンサはそれに激怒し、弁護士のマーチン・ガーバスを1時間につき750ドルで雇い、ペレスと情報のソース元であるセレブリティ・バビロンを中傷訴訟を始めた。セレブリティ・バビロンは撤回と謝罪をすることに同意した。一方、ガーバスはペレスが悪意をもって事故を取り上げたという証拠を示すことが不可能であるとサマンサに告げたが、サマンサはペレスの発言撤回を要求した。
ガーバスはサマンサから25,000ドルの弁護依頼料を受け取るはずであったが、そのときサマンサはガーバスに100,000ドルを借りていた。ガーバスは依頼料が支払われないと判断し、このケースから手を引いた。そして、ガーバスもサマンサもペレスの審理には出席しなかった。2週間後、ガーバスは依頼料の約142,000ドルを求めてサマンサを控訴した。この控訴はガーバスが後に取り下げている。
5月、サマンサはロサンゼルス郡裁判所に『ガーバスが無能であった為に、ペレスに対する訴訟を失った』として300,000ドルを上回る損害賠償を求めてガーバスを告訴した。

## 私生活

### リンジー・ローハンとの関係
2008年、メディア・アウトレットはサマンサと女優リンジー・ローハンについてコメントを始めた。また、「タイムズ」や「ロサンゼルス・タイムズ」を含む複数の新聞が2人の関係について言及している。
2008年9月22日にリンジーが『Loveline』に出演した際にDJストライカーにサマンサとの関係について問われた。「付き合ってどのくらいになるのか?」というストライカーの問いにリンジーは笑いながら「非常に長い」と答えている。それを聞いたストライカーが「君たちが一緒にいることを望む。あなた達は非常に美しく見えるカップルだよ」というと、リンジーは「ありがとう」と返している。
リンジーの父はリンジーのサマンサとのレズビアン関係に不賛成であるとはっきりと述べた。リンジーは2008年9月24日の『ニューヨーク・ポスト』電子版の電子メールを通して父親に対する言葉を書いた。リンジーは「サマンサは凶悪ではありません。私は彼女をとても気にかけています。そして、彼女は素晴らしい女の子です。私は彼女を愛しているし、彼女も私を愛しています」と書いた。
2009年4月6日に、リンジーは仕事に集中するためにサマンサと会うのを控えていると述べた。